# Stéphan Lévy-Kuentz
 (novembre 2019).
Il peut être nécessaire de l'améliorer pour respecter le principe de neutralité de point de vue. Veuillez consulter la page de discussion pour plus de détails.

 (août 2019).
Si vous disposez d'ouvrages ou d'articles de référence ou si vous connaissez des sites web de qualité traitant du thème abordé ici, merci de compléter l'article en donnant les références utiles à sa vérifiabilité et en les liant à la section « Notes et références ».
Stéphan Lévy-Kuentz, né en 1958 à Paris, est un écrivain et critique d'art français.

## Origines familiales
Son père, Edmond Lévy, est cinéaste.
Stéphan Lévy-Kuentz est le frère du cinéaste François Lévy-Kuentz.

## Parcours
Stéphan Lévy-Kuentz est d'abord élève d'Alfred Simon à l'École alsacienne, d'Olivier Revault d'Allonnes en philosophie et esthétique à Paris-1 Panthéon-Sorbonne, puis entre dans l'atelier d'Olivier Debré aux Beaux-arts de Paris. Il se tourne parallèlement vers le dessin, expose à la galerie Karl Flinker, et s'inscrit en architecture à l'UPA6 La Villette où il étudie le décor de cinéma et la scénographie.
Élève de Jean-Paul Dollé, Philippe Sers, René Koering, il obtient en 1985, un diplôme d'architecte DPLG dirigé par Jacques Lecoq dont il a suivi le LEM (Laboratoire d'étude du mouvement). En 1986, il est lauréat de la Fondation de Lourmarin Laurent-Vibert.
De 1986 à 1990, il est membre du comité de lecture du Grand prix du meilleur scénariste (Closerie des Lilas).
En 1998 il crée « L'Attrape-corps », la collection d'essais  des éditions La Musardine qu'il dirige jusqu'en 2002.
En tant que critique, il collabore aux revues Cimaise, Photo, La Quinzaine littéraire et  Art press.
Biographe de Jules Pascin, il est défenseur de la jeune peinture russe contemporaine depuis 2003.
Il est coordinateur de la Biennale internationale du film sur l'art (BIFA) au Centre Pompidou et a cosigné une dizaine de films sur l'art pour les musées nationaux édités par la RMN dont : This is Man Ray (1989), Pascin (2000), Paul Klee (2005), Yves Klein (2007), Alexandre Calder (2008), Les Impressionnistes (2010), Piet Mondrian (2011), Salvador Dalí (2012), Nicolas de Staël (2023)...
Tiré d'une de ses nouvelles et réalisé par son frère François, il est l’auteur d’un court-métrage de fiction, Le Nègre (1997) interprété par Pierre Clémenti, Jean-Claude Dreyfus, Catherine Lachens, Christian Boltanski. Primé au 50e Festival de Montecatini (Italie).
En 2014 et 2018, il présente la Bourse Cioran du C.N.L où il est deux fois second.
Il a fait partie du jury du Prix Castel du Roman de la nuit et du Prix Rive Gauche.

### Romans, récits
- Du même auteur, Méréal, 1998 ; rééd. 2008, poche : Motifs/Serpent à plumes, présentation de Bernard Noël
- Pascin et le tourment, coll. « Les Essais », Paris, La Différence, 2001 - rééd. 2007  (ISBN 978-2729116903)
- Bifidus actif, La Bartavelle, 2001
- Tu me fais mal avec ton coude (présentation de Pierre Bourgeade), Le Rocher, 2006  (ISBN 978-2268059228) (finaliste prix Bel-Ami 2006 et Prix des deux magots 2006)
- L'Indésiré, Dumerchez, 2014 - Prix Rive Gauche à Paris 2015
- Sans Picasso, (Dora Maar à Ménerbes), photographies de Jérôme de Staël, postface d'Anne de Staël., Manucius 2017.
- Métaphysique de l'apéritif. (21 mars 2019). Postface Denis Grozdanovitch. Manucius 2019. Traduction Ed. Périferica (Espagne, 2022)

### Nouvelles
- L'Heure blanche, Fleuve Noir/Libération, 1999 .
- L'Automobiliste, diptyque avec Passagère d'Isabelle Sobelman, collectif « Noir comme Éros », La Bartavelle, 2000
- L'Escalier, in 100 monuments, 100 écrivains, collectif s/dir. d'Adrien Goetz, Centre des monuments nationaux, 2009
- Le Dernier Bain, in Edwarda no 6, décembre 2011
- Lettre ouverte à un brave, La Quinzaine littéraire (p. 3/4) 1er juillet 2016.
- Volcan, A.O.C, Nov. 2018.
- Mort d'un Miura. Finaliste Prix Hemingway 2025.

### Essais
- René Char, le tailleur de temps, Éd. UPA6 La Villette, 1984
- Les Biomaniéristes, Tokyo, Tréville, 1997
- Petit traité des pratiques et curiosités sexuelles, préface Luis Rego, Méréal 1997
- Femmes de plâtre : essai sur l'art médical de Romain Slocombe, photos de Romain Slocombe, Paris, La Musardine, 2005  (ISBN 978-2842711986)
- Russia in Focus. L'avant-garde russe contemporaine, Orel Art, 2008
- Pascin, monographie (préface de Pascal Quignard), La Différence, 2009
- Pascin libertin, Paris, éd. Adam Biro, 2009
- Sur le football, lecture d'un phénomène de société, présentation de Pierre Bourgeade, coll. « Variations », Léo Scheer, 2012
- La nuit scoptophile, essai, présentation d'Alain Fleischer, suivi de Sexe en ville de Daniel Arasse, Dumerchez, 2013 (finaliste prix Sade 2013).

Collectifs
- Dictionnaire de la pornographie, collectif (entrées : Art, Surréalisme), Philippe Di Folco (dir.), préface de J.C Carrière, Presses Universitaires de France, Paris, 2005
- Sex toys forever, anthologie critique (avec Bertrand Ferrier), Marabout, 2005 (préface Catherine Millet)

Contributions, préfaces
- Traités secrets, dessins d'Hayashi (avec Catherine Robbe-Grillet), Tokyo, Tréville, 1996
- Les Biomaniéristes, Tokyo, Tréville, 1997
- Manuel de civilité, sur L. Dubigeon d'après Pierre Louÿs, Astarté, 1997
- Scènes orientales, sur Alexandre Dupouy, Claudia Gehrke, 1998Transversalistes russes, Orel Art, Fiac, 2004
- Généalogie du fantasme (sur Anton Solomoukha), éd. Artvalue, 2006
- Tombeau de Pierre Clémenti, Rouen, éd. Derrière la salle de bains/Marie-Laure Dagoit, 2009
- Pascin, le hors champ des ivresses in Edwarda, sept 2010 et éd. Derrière la salle de bains, 2011
- Calamity Louise (sur Louise Bourgeois) in Edwarda, janvier 2011
- C'est ainsi in Edwarda, mars 2011
- Vertigo, Gilles Berquet & Mïrka Lugosi, portfolio, Chez Higgins, 2011
- Esthétique du trouble, photographies de Jonathan Abbou, portfolio, Chez Higgins, 2011
- Landscape invasion & Keep border, photographies de Lionel Bayol-Thémines, Chez Higgins, 2011
- Stella Icona, photographies de Richard Texier, Chez Higgins, 2011
- Mondo Sex, photographies de Yan Morvan, Chez Higgins, 2011
- Les Doublures de la nuit, photographies d'Emmanuelle Bousquet, Chez Higgins, 2012
- Porte 8, photographies de Marie L., United Dead Artists, 2012
- Real Life Super Heroes, photographies de Pierre-Élie de Pibrac, Serious Publishing, 2012
- Bolchoï underground, photographies de Bruno Aveillan, Ed. Au-delà du raisonnable, 2012
- Utopian travel, photographies de Lionel Bayol-Thémines, LBT Books, 2013
- Bois de mer, bois de guerre, photographies de Shaul Yuval, Chez Higgins, 2013.
- Color Your life, Photographies de Dahmane, Chez Higgins, 2013.
- Entre masque et visage, portraits d'écrivains de Mathieu Bourgois, Saint-Dié des Vosges, 2014.
- Un papillon dans les tranchées, catalogue Atlas ad mémoriam/Thomas Lemut, Galerie 24b, Paris, déc. 2015
- Le Dernier Regard, (portraits de Gisèle Freund), Tom Fecht. Galerie Down Town, Paris, 2016.
- La vie secrète du profil, Alain Signori, 2016.
- Dans l'oeil empaillé du temps, Bestiaire, Herbiers et autres Bestioles, de Jonathan Abbou & Elizabeth Prouvost. Galerie SPOT, Paris.2018
- Les carnets de Cathy Joséfowitz, in Monographie CJ, Skira 2019

### Catalogues d'art
- Dubossarsky & Vinogradov, Orel Art, 2003
- Valery Koshlyakov, Orel Art, 2004
- Transversalistes russes, Orel Art, Fiac, 2004
- Dynamique de la désillusion (sur Valérie Pavia), Lowave, 2005
- Pascin Centenaire (triple exposition commémorative rue des Beaux Arts, Galeries Aittouarès-Rambert-Le Minotaure), Paris, 2005
- La Matière comme fiction (sur Jean-Pierre Ruel), Aittouarès, 2007
- Petr Axenoff, Orel Art, 2007
- Yuri Shabelnikov, Orel Art, 2008
- Mythologies géorgiennes (peintres géorgiens contemporains), Orel Art, 2010
- Andrei Eisimov : Moscou, moscovites, Galerie 66 Paris, 2013

### Catalogues pour les musées et maisons de la culture
- Monsù Desiderio, musée de la Cour d’Or, Metz, 2004
- Jean Raine, l’indocile, musée d’art moderne d’Ostende, 2006
- Le Potager philosophique, Barbara Schroeder, Catalogue Maison de la culture de Royan, 2010

### Entretiens
- Voir la peinture, entretiens avec Bernard Noël, revue Le Trait n° 10, 2003
- Écrire l'Éros, entretien avec Jacques Serguine, Paris, Blanche, 2004  (ISBN 978-2846281027)

### Anthologies critiques
- Jean Raine, Œuvre poétique, éd. de la Différence, 1993
- Théodore Koenig, L'Aphorismose, éd. de la Différence, 1995

### Poésie
- Le Goût du sel, Clapas, 1994
- Passante (préface de Bernard Noël), illustrations d'Anton Solomoukha, Yéo, 1997
- Une nuit chez les ridicules, Derrière la salle de bains, Rouen, 2011

### Littérature jeunesse (choix)
- Téo le petit loup, Hachette jeunesse, 1989 (prix de la S.P.A. 1989)
- Impasse de la lune, Épigones, 1993 (illustrations de Marcelino Truong)
- Quand tu seras petite, Casterman, 1999 (illustrations de Anne Herbauts). Cité dans J'élève mon enfant de Laurence Pernoud.
- Pelé, l'homme au pieds d'or, A dos d'âne, 2016. Finaliste Prix du petit libraire, 2017.

## Scénariste
Films réalisés par François Lévy-Kuentz (sauf mention contraire) :
- 1989 : This is Man Ray, avec la participation de Juliet Man Ray, Festival du Film de Deauville 1990 (coffret DVD. Ed. Dilecta, 2008)
- 1995 : Arroyo, Cadaquès. Avec la participation d'Eduardo Arroyo
- 2000 : Pascin l’impudique, 52 min, La Cinquième/Paris Première/Réunion des Musées Nationaux. Texte dit par Jean-Pierre Kalfon
- 2003 : Chagall, à la Russie, aux ânes et aux autres, 52 min, INA/Réunion des Musées Nationaux. En collaboration avec Pierre Schneider. Texte dit par Emmanuel Salinger. Grand Prix du Festival International du Film d’Archives (F.I.A.T Award 2004) & Prix de la démarche d’artiste, Festival international du film d’art de l’UNESCO 2004
- 2005 : Paul Klee, le silence de l’ange, de Michaël Gaumnitz, 52 min, Arte, Prix du meilleur film éducatif, Festival international du film sur l’art (FIFA) Montréal 2006
- 2007 : Yves Klein, la révolution bleue, 52 min, Centre Pompidou/MK2/La Cinquième/Archives Y.K., Prix du meilleur portrait d’artiste, Festival International du Film sur l’Art (FIFA) Montréal 2007. Grand Prix du festival documentaire de Milan 2007 ; Étoile de la SCAM 2008. Texte dit par Georges Bigot
- 2009 : Calder, sculpteur de l'air, 52 min, en collaboration avec le Centre Pompidou et le Whitney Museum de New York. Rétrospective mars-juin 2009. Grand Prix 2009 du Festival de Murcie (Espagne). Prix 2009 de la biographie d'Artiste du Festival d'Asolo (Italie). Texte dit par Mathieu Amalric
- 2010 : Le scandale impressionniste, 52 min, Arte/Musée d'Orsay. Texte dit par François Marthouret
- 2010 : Dans l'atelier de Mondrian, 52 min, Centre Georges Pompidou/France 5. Texte dit par Michel Aumont et Christophe Malavoy
- 2012 : Salvador Dali, génie tragi-comique, 52 min, Centre Pompidou/INA/France 5. Texte dit par Michaël Lonsdale. FILAF d'Argent, Perpignan 2013.
- 2019 : Cocteau Al Brown, le poète et le boxeur (60'). Storne / France 5. Texte dit par Gaspard Ulliel.
- 2022 : Belmondo l'incorrigible, (90') Les Bons clients / FRANCE 3 Jean-Paul Belmondo
- 2023 : Nicolas de Staël, la peinture à vif (52') Temps noir, ARTE. Texte dit par Thierry Hancisse et Chloé Réjon.

Réalisations
- 1980 : Un rêve d'encre, Court métrage (7 min) d'après Continuité des parcs de Julio Cortazar. Avec Yvan Gradis (Prod. UPA6-La-Villette.).
- 2008 : Une visite à Maurice Pons (6 min), avec Isabelle Sobelman. Moulin d'Andé, 2008
- 2018 : Sans Picasso : lecture par Charlotte Rampling au CNL (27') (8 décembre 2017)

## Divers
- Initiateur de "Textes?" (chansons complètes de Nino Ferrer, Archimbaud / Belles Lettres 1994)
- Badges (diptyque) : Je cherche un éditeur mais je ne couche pas / Je ne cherche pas d'éditeur mais je couche, MOTIF/Observatoire du livre en Île-de-France, Salon du livre de Paris, 2010
- Tout Just (mémoires de Just Jaeckin, préf. Philippe Labro). Rocher, 2006.
- Mémoires d'un oiseau rebelle (mémoires de Julia Migenes) Rocher, 2006.
- Incertain sourire, roman, Joseph Joffo, Rocher 2007.

## Distinctions et récompenses
- 2015 : Prix Rive Gauche à Paris
- 2015 : Bourse de création d'avant-garde de la Société des gens de lettres (SGDL).
- 1986 : Lauréat de la Fondation Laurent-Vibert, Château de Lourmarin (Vaucluse).